# گوننار فیننه
گوننار فیننه (انگلیسی: Gunnar Finne; ۴ آوریل ۱۸۸۶ – ۱۷ سپتامبر ۱۹۵۲) مجسمه‌ساز، معمار، و هنرمند تجسمی اهل فنلاند بود.

## نگارخانه